# Skateboard aux Jeux olympiques d'été de 2020
Pour des articles plus généraux, voir Jeux olympiques d'été de 2020 et Skateboard aux Jeux olympiques.
Navigation
Paris 2024
Le skateboard est présent aux Jeux olympiques d'été de 2020 à Tokyo en tant que sport additionnel, à la suite d'une décision du Comité international olympique prise lors de sa 129e session le 3 août 2016 à Rio de Janeiro. Les épreuves se déroulent à l'Urban Sports Park d'Ariake du 25 juillet au 5 août 2021.

## Participation

### Critères de qualifications
80 quotas sont alloués pour les quatre épreuves, soit 20 athlètes maximum par événement.

### Participants
- Afrique du Sud (4)
- Allemagne (2)
- Australie (5)
- Autriche (1)
- Belgique (2)
- Brésil (12)
- Canada (3)
- Chili (1)
- Chine (2)
- Colombie (1)
- Danemark (1)
- Espagne (3)
- États-Unis (12)
- Finlande (1)
- France (5)
- Grande-Bretagne (2)
- Italie (3)
- Japon (10)
- Pays-Bas (3)
- Pérou (1)
- Philippines (1)
- Pologne (1)
- Porto Rico (2)
- Portugal (1)
- Suède (1)

## Compétition

### Résultats

#### Hommes
| Épreuves | Or            | Argent         | Bronze       |
| -------- | ------------- | -------------- | ------------ |
| Park     | Keegan Palmer | Pedro Barros   | Cory Juneau  |
| Street   | Yuto Horigome | Kelvin Hoefler | Jagger Eaton |

#### Femmes

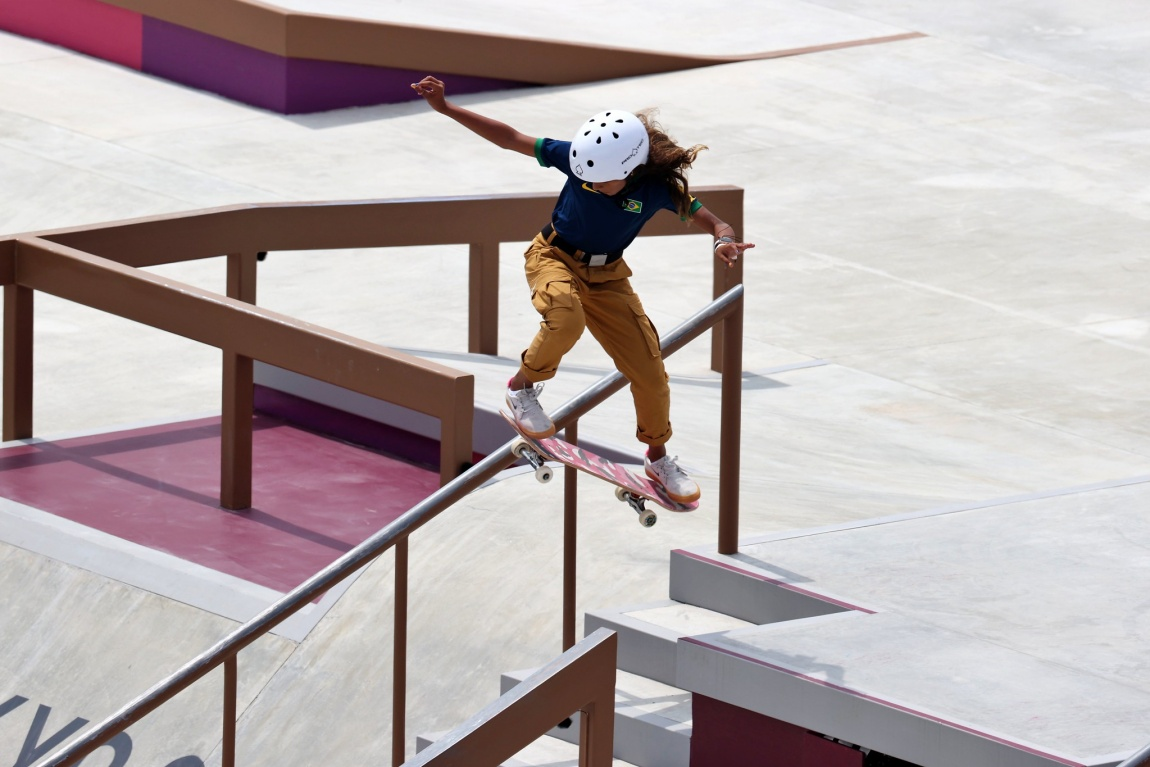
Street

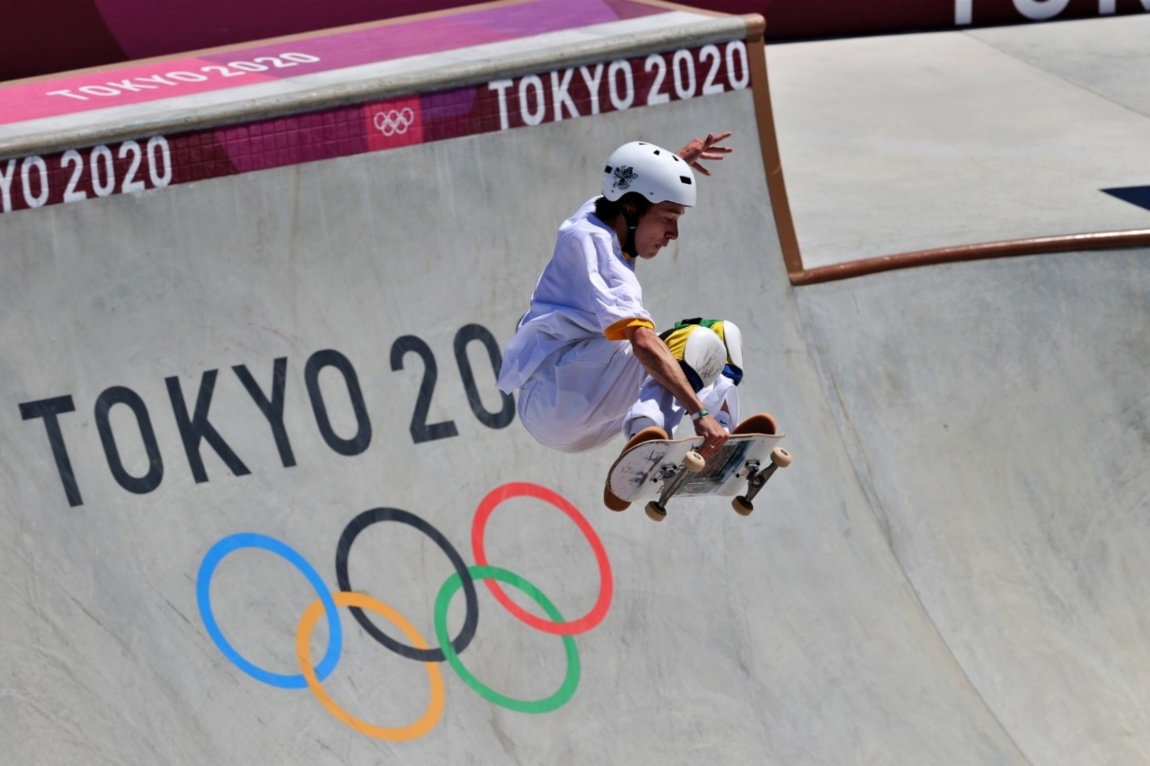
Park

| Épreuves | Or              | Argent        | Bronze        |
| -------- | --------------- | ------------- | ------------- |
| Park     | Sakura Yosozumi | Kokona Hiraki | Sky Brown     |
| Street   | Momiji Nishiya  | Rayssa Leal   | Funa Nakayama |

## Tableau des médailles
- Pays organisateur ( Japon)

| Rang  | Nation          | Or | Argent | Bronze | Total |
| ----- | --------------- | -- | ------ | ------ | ----- |
| 1     | Japon           | 3  | 1      | 1      | 5     |
| 2     | Australie       | 1  | 0      | 0      | 1     |
| 3     | Brésil          | 0  | 3      | 0      | 3     |
| 4     | États-Unis      | 0  | 0      | 2      | 2     |
| 5     | Grande-Bretagne | 0  | 0      | 1      | 1     |
| Total | Total           | 4  | 4      | 4      | 12    |